# Schlanklibellenartige
Die Schlanklibellenartige (Coenagrionoidea) bilden eine Überfamilie innerhalb der Unterordnung der Kleinlibellen (Zygoptera). Dieser Überfamilie wird eine Vielzahl von Arten aller Größen und Formen zugeordnet, unter ihnen sowohl die kleinsten als auch die größten bekannten Kleinlibellen.

## Merkmale
Vorder- und Hinterflügel sind, wie bei allen Kleinlibellen, mehr oder weniger gleich. Die gestielt am Thorax ansetzenden Flügel sind generell ungefärbt. Es liegen stets zwei Antenodalqueradern vor dem Nodus. Die Postnodalqueradern gehen bei den meisten Arten  in die, den Flügel in seiner Breite durchziehenden, Queradern über.

## Verbreitung
Vertreter der Schlanklibellenartigen sind weltweit verbreitet. In Europa werden sie von den Familien der Schlanklibellen (Coenagrionidae) und der Federlibellen (Platycnemididae) vertreten. Letztere sind an der Verbreiterung der Tibien der mittleren und hinteren Beinpaare zu erkennen. Dieses Merkmal findet sich in unterschiedlicher Ausprägung bei allen Männchen und teilweise auch Weibchen dieser auf die Alte Welt beschränkten Familie. Die ansonsten sehr ähnliche, artenreiche und weltweit verbreitete Familie der Schlanklibellen besitzt dieses Merkmal nicht.
Die weiteren Vertreter der Schlanklibellenartigen finden sich großteils in tropischen Regenwäldern. Vertreter der Familie der Isostictidae sind auf Australasien beschränkt, ihre Vertreter sind sehr schlank mit besonders schmalen Flügeln. Die Platystictidae besitzen auffällig lange und dünne Abdomen und kurze Flügel, sie finden sich in tropischen Regenwäldern Zentral- und Südamerikas sowie Ostasiens. Die sehr arten- und variantenreiche Familie Protoneuridae kommt in Tropenwäldern der gesamten Welt vor. Die Familie Pseudostigmatidae ist auf Regenwälder Zentral- und Südamerikas beschränkt, sie beinhaltet die größten bekannten Vertreter der Libellen mit einer Körperlänge von bis zu 21 Zentimetern.

## Systematik

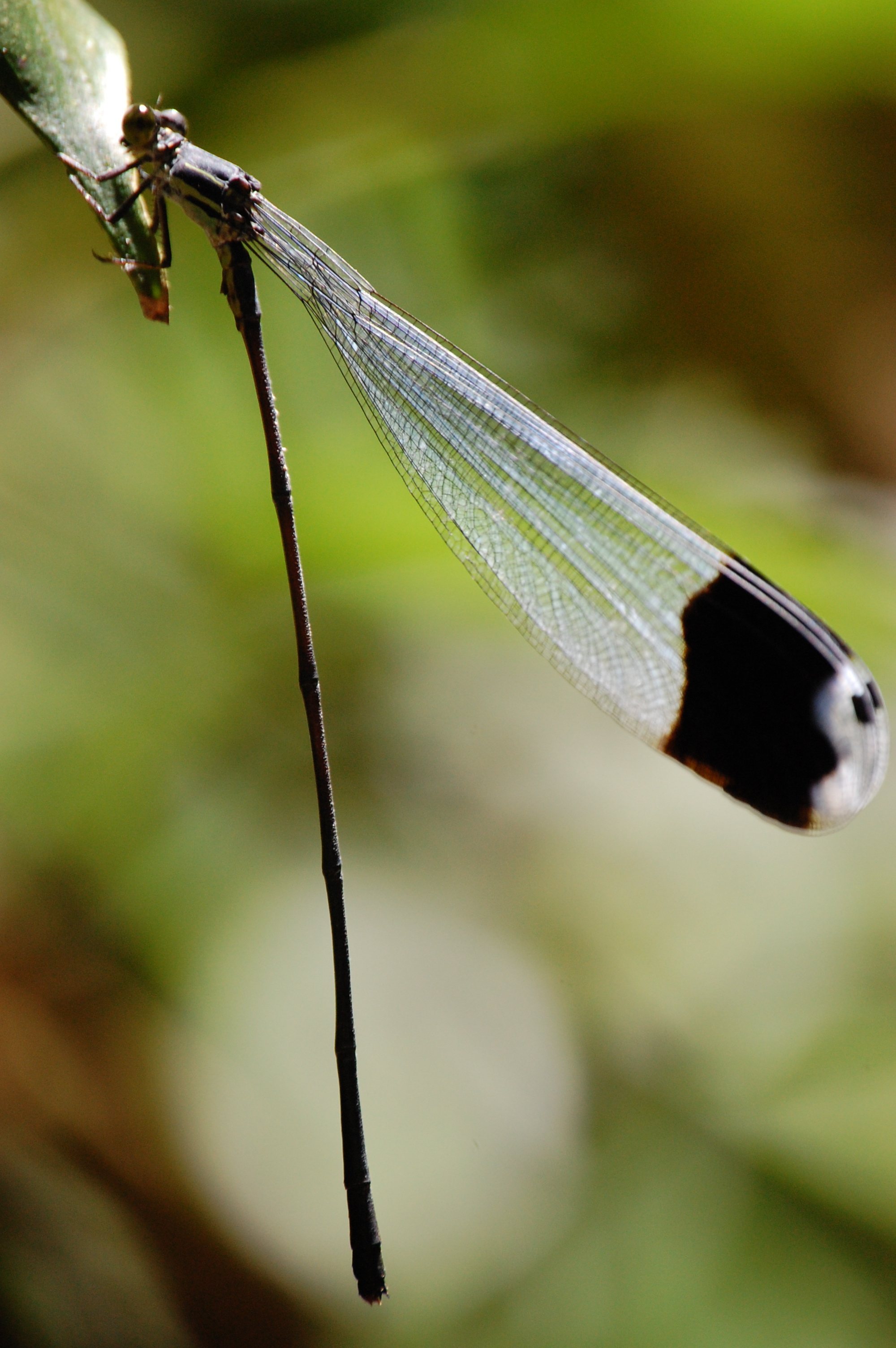
Ein Weibchen von Megaloprepus caerulatus aus der Familie der Pseudostigmatidae.

Die Überfamilie der Schlanklibellenartigen beinhaltet sechs Familien.
- Coenagrionidae Kirby, 1890 – Schlanklibellen
- Isostictidae Fraser, 1955
- Platycnemididae Tillyard, 1917 – Federlibellen
- Platystictidae Tillyard & Fraser, 1938
- Protoneuridae Tillyard, 1917
- Pseudostigmatidae Tillyard, 1917
  - Mecistogaster pronoti